# Тяжинский
Тяжи́нский — посёлок городского типа в Кемеровской области, центр Тяжинского района и Тяжинского городского поселения.

## География
Посёлок расположен на реке Тяжин (бассейн Оби).
Железнодорожная станция на линии Новосибирск — Ачинск.

## История
Основан в 1894 году. Возник в связи со строительством железной дороги. B 1958 году станция Тяжин преобразована в посёлок городского типа Тяжинский.

## Население
| 1911    | 1959    | 1970    | 1979    | 1989    | 2002    | 2009    | 2010    | 2011    |
| ------- | ------- | ------- | ------- | ------- | ------- | ------- | ------- | ------- |
| 1659    | ↗7768   | ↗9102   | ↗10 327 | ↗12 405 | ↗14 065 | ↘13 733 | ↘11 120 | ↘11 101 |
| 2012    | 2013    | 2014    | 2015    | 2016    | 2017    | 2018    | 2019    | 2020    |
| ↘10 968 | ↘10 795 | ↘10 588 | ↘10 495 | ↘10 313 | ↘10 121 | ↘9954   | ↘9812   | ↘9687   |
| 2021    |         |         |         |         |         |         |         |         |
| ↘9658   |         |         |         |         |         |         |         |         |

## Известные уроженцы, жители
Шаповалов, Николай Афанасьевич — учёный в области строительного материаловедения, доктор технических наук, профессор кафедры теоретической и прикладной химии Белгородского государственного технологического университета им. В.Г. Шухова.
Масалов, Николай Иванович -старший сержант, участник Великой Отечественной войны, почётный гражданин города Берлина, прообраз которого использован при создании памятника советскому воину -освободителю в Берлине в Трептов-парке.

## Образование
- Детские сады
- Школы:

1. МБОУ Тяжинская средняя общеобразовательная школа № 1
2. МБОУ ТСШ № 2
3. МБОУ ТСШ № 3

- Тяжинский агропромышленный техникум

## Промышленность
- Молочно-консервный завод
- Лесозавод
- Пивзавод
- Колбасный завод

## Топографические карты
- Лист карты O-45-XXXV Тяжинский. Масштаб: 1 : 200 000. Указать дату выпуска/состояния местности.